# Öckerö
Öckerö ist ein Ort (tätort) in der schwedischen Provinz Västra Götalands län und in der historischen Provinz Bohuslän. Der Ort ist zugleich Hauptort der gleichnamigen Gemeinde.
Der Name Öckerö bezeichnet zugleich die Insel, auf der der Ort liegt. Sie liegt im nördlichen Göteborger Schärengarten. Auf die Insel gelangt man von der Nachbarinseln Hönö und Hälsö, die über eine Brücke mit Öckerö verbunden sind. Von Hönö aus gibt es kostenlose Fähren des Vägverkets nach Lilla Varholmen auf Hisingen.

## Persönlichkeiten
- Jan Arvid Hellström (1941–1994), Theologe, Bischof und Romanautor
- Povel Widestrand (* 1992), Jazzmusiker